# پژوهش طراحی‌محور
پژوهش طراحی محور (به انگلیسی: design-based research) یا به اختصار DBR که گاهی آزمایش‌های طراحی (design experiments) نیز خوانده می‌شود یک نوع روش تحقیق مورد استفاده توسط پژوهشگران در علوم یادگیری است. در این روش، مداخلات مفهوم سازی شده و سپس در محیط‌های طبیعی چندین بار اجرا می‌شوند تا اعتبار اکولوژی یک نظریه غالب مورد آزمون قرار گیرد و نظریات و چارچوب‌های جدیدی برای مفهوم سازی یادگیری، آموزش، فرایندهای طراحی و اصلاحات در آموزش و پرورش ایجاد شود. پژوهش طراحی محور چیزی بیش از یک گزارش ساده نتایج است بلکه شامل گزارش‌های توصیفی می‌شود که آن‌ها را حقایق حکایت شده (storied truths) می‌نامند.
پژوهشگران تربیتی که از روش BBR استفاده می‌کنند باید در ادعاهای نظری خود به تشخیص و فهم پیچیدگی دنیای واقعی در عمل پرداخته تا آن ادعاها ارزش تبیینی برای دنیای واقعی را داشته باشند. بر خلاف پژوهش طراحی محور، پژوهش‌های آزمایشی است که تدریس و یادگیری را به عنوان متغیرهای ایزوله شده در آزمایشگاه یا سایر بسترهای تصنعی مورد بررسی قرار داده و منجر به یک فهم یا نظریه غیر کاملی از دنیای واقعی می‌گردد.

## نقش DBR در علوم یادگیری
پژوهش مبتنی بر طراحی برای مطالعه یادگیری در محیط‌هایی طراحی شده‌ای استفاده می‌شود که به صورت سیستماتیک توسط محقق تغییر داده می‌شوند. روش این نوع پژوهش مانند دستورالعمل‌های ثابت یک کتاب آشپزی نیست بلکه مجموعه ای از رویکردهایی است که شامل مطالعه فعالیت یادگیری در محیط‌های طبیعت گرایانه می‌شود که موجب تکمیل نظریه (theory) و به‌طور همزمان و به صورت مستقیم در عمل (practice) تأثیرگذار خواهد بود.
هدف این نوع پژوهش، مطالعه یادگیری در یک زمینه طبیعت گرایانه ای است که به صورت نظریه ای شامل ابداعات الهام گرفته شده‌است و معمولاً چندین بار تکرار شده تا یافته‌های نظری و عملی توسعه یافته و بتواند به سایر کلاس‌ها و مدارس تعمیم داده شود. این فرایند طراحی تکرار شونده، به محقق این اجازه را می‌دهد تا به ورای فهم ساده و خامی از جهان حرکت کرده و شامل ایجاد تغییرات مفیدی است که هدف بزرگ‌تر آن بررسی چگونگی و تأثیر این تغییرات سیستماتیک بر یادگیری است.
پژوهش مبتنی بر طراحی فراتر از یک گزارش ساده از نتایج است. این پژوهش ورای گزارش‌های توصیفی حرکت کرده و حقایقی را حکایت می‌کندبه طوری که دیگران می‌توانند از آن بینش‌هایی را بدست آورده و به صورت مفید در کارشان استفاده کنند.

## تفاوت DBR با پژوهش آزمایشی
- در پژوهش آزمایشی، مکان پژوهش آزمایشگاه است در حالی که در پژوهش طراحی محور محیط یادگیری واقعی است. از نظر پیچیدگی متغیرها، در پژوهش آزمایشی تعداد اندکی متغیر مستقل مورد بررسی قرار می‌گیرد در حالی که در پژوهش طراحی محور چندین متغیر مستقل بررسی می‌شوند.
- از طرفی در پژوهش آزمایشی این تعداد کم از متغیرهای مستقل به صورت تخصصی بررسی شده و در طول انجام مطالعه، ثابت اند در حالی که در پژوهش طراحی محور همه متغیرهای مورد علاقه، به صورت تخصصی بررسی نمی‌شوند و برخی از متغیرها در طول فرایند پژوهش، ظاهر می‌شوند.
- در پژوهش آزمایشی روندها ثابت‌اند ولی در پژوهش طراحی محور منعطف اند و در طول مطالعه دگرگون می‌شوند.
- در پژوهش آزمایشی هنگان گزارش یافته‌های مطالعه، مورد پشتیبانی قرار گرفتن فرضیه‌ها گزارش می‌شد در حالی که در پژوهش طراحی محور، طراحی در عمل توصیف می‌شود.
- در پژوهش طراحی محور هم محقق و هم شرکت کنندگان نقشی فعال داشته و بر طراحی پژوهش تأثیرگذار هستند در حالی که در پژوهش آزمایشی محقق هیچ اثری بر شرکت‌کننده نداشته و شرکت کنندگان نیز اثری بر طراحی آزمایش ندارند.
- در نهایت هدف پژوهش در پژوهش طراحی محور تولید یک اثر یا توضیح یک مکانیزم است در حالی که هدف از پژوهش آزمایشی اعتبارسنجی یک نظریه است.[۱]

## روش انجام پژوهش طراحی محور
چندین راه برای اجرای پژوهش طراحی محور وجود دارد و غیرممکن است بتوان یک لیستی از دستورالعمل‌ها را ارائه نمود تا همه پژوهشگران بدون در نظر گرفتن طراحی، نظریه یا متن آن را به کار ببندند اما طبق یک سری اصول کلی، این نوع پژوهش شامل قدم‌های عملی زیر است:
1. شفاف و آشکار ساختن فرض‌ها و پایه‌های نظری که اساس کار هستند. چه زمانی که تعریف فرض‌ها و نظریه‌ها قبل از کار طراحی باشد و چه زمانی که این فرض‌ها و نظریه‌ها در طول کار، توسعه و تکامل پیدا کنند. در واقع ادعاهای نظری باید شفاف و واضح بوده و تیم پژوهشی باید آن‌ها را در گروه به بحث بگذارد و درون کاغذ بنویسند هرچند آن‌ها یک حدس و گمان خام باشند.
2. جمع‌آوری چندین نوع از داده‌های نظری مرتبط. این مرحله شامل مشاهدات، مصاحبه‌ها، ذخیره‌سازی داده، پرسشنامه‌ها و تحلیل اسناد است. در واقع عنصر مهم این داده‌ها، مرتبط بودن آن‌ها از نظر نظری است که به تکامل و توسعه نظری‌ها کمک می‌کند.
3. انجام تحلیل داده‌های مرتبط با نظریه. برگزاری جلسات هفتگی میان اعضای تیم به جهت سنجش دوباره داده‌ها برای تأیید یا رد حدس و گمان‌های نظری و مشخص نمودن چگونگی تغییرات سیستماتیک در طراحی. اینجاست که تیم پژوهشی درگیر فرایند ساخت حقایق داستانی می‌شود.
4. بررسی تفکیک‌ناپذیری (inseparability) میان طراحی و اجرا.
5. تمایز قائل شدن میان پیامدها (outcomes) و خروجی‌ها (outputs). بسیاری از طراحی‌ها بر روی بهینه‌سازی طراحی و اجرای فرایندها به منظور رسیدن به خروجی‌های مطلوب (مثل نمرات دانش آموزان در آزمون‌های استاندارد شده) تمرکز می‌کنند نه بر خروجی‌های طولانی یا پیامدها.
6. روشن ساختن برنامه‌های آموزشی پنهان و برنامه‌های همراه
7. دعوت کردن از افراد مختلف برای به نقد گذاشتن نظریه و طراحی. در بسیاری از پروژه‌ها شامل دعوت کردن از معلم‌ها، دانش آموزان و حتی مشاورین بیرونی برای به نقد کشیدن طراحی و فرضیات نظری می‌شود. این گوناگونی در گوره‌ها موجب گرفتن پسخوراند یا فیدبک‌های گوناگون و مفید می‌شود.
8. داشتن ساختارهای پاسخگویی چندگانه. این ساختارها هم شامل زمان‌های غیررسمی است که یک دانش آموز یا معلم پیشنهاد می‌دهند که فلان جنبه از طراحی مناسب نبوده و هم شامل ملاقات‌های رسمی است که پروژه در کنفرانس‌ها ارائه شده یا در مقالات انتشار می‌یابند.
9. درگیرشدن در بحث‌های میان نظریه و طراحی و ادبیات موجود. یعنی شرکت در کنفرانس‌ها و سخنرانی‌های مرتبط و همچنین صحبت با سایر همکاران و حضور همزمان در محافل آکادمیک و توسعه در سرمایه‌گذاری‌های اقتصادی.[۵]

## نقد پژوهش مبتنی بر طراحی
روش پژوهش طراحی محور معمولاً به عنوان یک روش غیر علمی توسط روانشناسان تجربی سنتی انگاشته می‌شود زیرا از این پژوهش از تعاریف رسمی روش علمی پیروی نمی‌کند. مثلاً در سال ۲۰۰۱، چرالس دیفروگس آزمایش‌ها طراحی را «نه طراحی شده و نه آزمایش» خواند.
منتقدین این نوع پژوهش، از طرفداران روش‌های تجربی کنترل شده هستند. این منتقدین استدلال می‌کنند که پژوهش مبتنی بر طراحی هیچ شاهد و مدرک تجربی برای ادعاهای اساسی ارائه نمی‌دهد و در بهترین حالت این نوع پژوهش می‌تواند بینشی را فراهم کند که باید توسط آزمایش‌ها تجربی بیشتر مورد آزمون قرار گیرد. همچنین بسیاری از ملزومات آکادمیک، پژوهشگران را تشویق به استفاده از متدولوژی‌های ثابت شده‌ای می‌کنند که بیانگر آزمایش‌ها کنترل شده در positivist science است.
به علاوه پژوهش طراحی محور به عنوان نتیجه فرایندهای توسعه ای است نه پژوهش علمی. در واقع منتقدان «علم طراحی» را به عنوان کاربرد علم برای توسعه محصولات و مداخلات ابزاری می‌دانند نه پژوهش علمی.